# Jost Fitschen
Jost Fitschen (né le 1er janvier 1869 à Brest en province de Hanovre et mort le 26 janvier 1947 à Hambourg-Altona) est un botaniste et phycologue allemand.
Fitschen est co-auteur avec Otto Schmeil de la célèbre Flora von Deutschland und seinen angrenzenden Gebieten dont la première édition paraît en 1903. Cet ouvrage de détermination de terrain, connu sous le nom de Schmeil-Fitschen (de), en est à sa 94e édition en 2009.